# (9333) Hiraimasa
(9333) Hiraimasa est un astéroïde de la ceinture principale.

## Description
(9333) Hiraimasa est un astéroïde de la ceinture principale. Il fut découvert le 15 octobre 1990 à Kitami par Kin Endate et Kazuro Watanabe. Il présente une orbite caractérisée par un demi-grand axe de 2,58 UA, une excentricité de 0,17 et une inclinaison de 17,1° par rapport à l'écliptique.

## Compléments